# Zapadnik
Zapadnik var en anhängare av zapadnitjestvo (av ryska zapad, "väster"), "den västerländska rörelsen", en rysk kulturströmning, som uppkom i slutet av 1830-talet samtidigt med slavofilismen och som i motsättning till slavofilerna hävdade nödvändigheten för Ryssland av nära anslutning till den västerlandet. 
Båda rörelserna uppstod i Moskva, där det intellektuella livet på 1830-talet gjorde ett mäktigt uppsving och där universitetsungdomen, som under den rådande starka politiska reaktionen var avskuren från möjligheten att syssla med politiska och sociala frågor, med så mycket större iver ägnade sig åt filosofiska, estetiska och litterära frågor. 
Ett centrum för dessa intressen utgjorde den studentkrets som i början av 1830-talet bildades kring Nikolaj Stankevitj och som speciellt ägnade sig åt studium av den nya idealistiska tyska filosofin, först Friedrich von Schelling, sedan Friedrich Hegel. Kretsens ledare och oomstritt främste man var Stankevitj själv, en av sin tids mest upplysta kulturpersonligheter, som författare föga produktiv och inte särskilt betydande, men med en sällsynt förmåga att ge sin omgivning väckande impulser och sätta sin prägel på sin generation. 
Kretsens litterära språkrör blev redan från början Vissarion Belinskij, den sedan så ryktbare kritikern, vars skriftställarskap under denna tid inte huvudsakligen baserades på hans egna idéer, utan på inspiration från Stankevitjs krets och särskilt från Stankevitj själv. I övrigt samlade kretsen inom sig hela Moskvas unga intellektuella elit och räknade som sina medlemmar de flesta av såväl zapadnik-riktningens som slavofilismens blivande koryféer. 
Divergensen mellan dessa båda element började först visa sig då man från allmänt teoretiska betraktelser och abstrakta filosofiska resonemang övergick till att i de filosofiska systemens ljus granska den ryska historiska utvecklingen. Några, de blivande slavofilerna, deducerade ur de filosofiska teorierna fram uppfattningen att den ryska historiska utvecklingen till sin art är skild från Västerlandets och att Rysslands bestämmelse var att, utan att sammanblanda sig med den västerländska kulturen, blott genom att utveckla sitt eget nationella väsen, nå fram till att spela en dominerande roll i världshistorien. 
Andra, de blivande zapadnikerna, förkastade denna mystiska förutbestämmelse och hävdade att skillnaden mellan den ryska och den västerländska historiska utvecklingen var endast den att Ryssland kommit långt efter Västerlandet, att den gick i samma banor som Västerlandets, av vilket man alltså borde lära och dra nytta. Under det att de förra, i överensstämmelse med sin grundåskådning, skarpt fördömde Peter den stores kulturgärning som ett hänsynslöst brott mot den ryska historiska utvecklingen, såg de senare i denna en betydelsefull framstegsakt, varigenom Ryssland från sin tidigare isolering förts ut på den stora allmänmänskliga skådebanan.   
Ur dessa meningsskiljaktigheter rörande Rysslands förflutna följde så småningom, i samma mån som man övergav sitt tidigare politiska och sociala ointresse, olika uppfattningar om det samtida ryska livets förhållanden. Trots att de båda parterna hyste i det stora hela sammanfallande åsikter – till exempel rörande nödvändigheten av livegenskapens upphävande, censurens lindring och det administrativa godtyckets upphörande – så representerade de på andra punkter rent motsatta åsikter.
Medan slavofilerna önskade bibehållen autokrati med endast en rådgivande folkrepresentation, yrkade zapadnikerna på en lagstiftande folkförsamling enligt europeiskt mönster. Medan slavofilerna hänfört omfattade den ryska bykommunens kollektivistiska principer, hyllade zapadnikerna individualistiska grundsatser. Medan slavofilerna höll på den ryska ortodoxin, var zapadnikerna (dock inte alla) fritänkare. 
Utkristalliseringen av dessa motsatta åsikter och brytningen mellan de båda riktningarna försiggick endast successivt. En av de första impulserna till schismen utgjorde publiceringen av den utanför Moskvakretsen stående skriftställaren Pjotr Tjaadajevs "Filosofiska brev"  1836  (skrivet redan 1829 efter en resa i Europa). Den kritiska syn på den ryska historiska utvecklingen, som så småningom börjat göra sig gällande i studentdiskussionerna i Moskva, återfanns här, fastän driven nästan in absurdum. Författaren ser på hela det ryska livet med mörk hopplöshet, utan att kunna finna en enda ljuspunkt i det förflutna eller hysa något hopp om framtiden. Grunden till Rysslands hopplöst olyckliga läge finner han i den omständigheten, att det så länge varit avskuret från den europeiska kulturella utvecklingen, en följd av att det mottagit grunderna för sin civilisation från det redan i förfall stående Bysans. Denna framställning, från vilken även de västerländskt sinnade elementen i Moskva tog avstånd, fattades av motsidan som en fullständig   smutskastning mot fosterlandet, och den patriotiska harmen gav ökad livskraft åt de slavofila idéerna och skärpte motsatsen mellan dessas anhängare och motståndare.
Då härtill kom, att stora personalförändringar inträffade i Moskvakretsens sammansättning – Stankevitj avreste 1837 till utlandet,  Belinskij bosatte sig 1839 i Sankt Petersburg, varemot till kretsen anslöt sig Aleksandr Herzen, som 1840 återvänt till Moskva efter sex års förvisning – så antog striderna, som i det längsta förts i behärskade och akademiska former, bland annat på diskussionsaftnar i  några intellektuella Moskvasalonger – mera oförsonlig karaktär.   
Definitiv och irreparabel blev schismen efter en av slavofilskalden Nikolaj Jazykov 1844 publicerad smädedikt "Till de icke-våra", i vilken zapadnikerna i grova former förklarades i akt såsom religiösa avfällingar, ungdomens förförare och fosterlandsförrädare. Zapadnikernas främste banerförare blev under 1840-talets skarpa strider Belinskij, som i sitt litteraturkritiska författarskap, först i "Otetjestvennyja zapiski", sedan i "Sovremennik", vid varje tillfälle angrep slavofilerna och entusiastiskt gick i bräschen för den västerländska kulturens idéer och ideal. Han sekunderades i Moskva av professorn i historia, Timofej Granovskij, vars av västerländsk kultur präglade föreläsningar fullständigt ställde den slavofile professorn Stepan Sjevyrjovs akademiska undervisning i skuggan och utövade kolossalt inflytande på studentvärlden. Emellertid bildade aldrig zapadnikerna samma slutna enhetsfront som deras motståndare; redan samtidigt med brytningen med slavofilerna började rätt starka divergenser göra sig gällande inom zapadnikernas eget läger. 
I och med Belinskijs död (1848) och Herzens avresa till utlandet (1847) kan man också anse den egentliga och ursprungliga zapadnik-
rörelsen slut. De forna zapadnikerna delade alltmer upp sig på två olika riktningar. En del tog starkt intryck av dåtidens socialism (speciellt Charles Fourier); som en utlöpare av denna riktning kan betraktas den diskussionsklubb i Sankt Petersburg, som fick namn efter sin ledare Michail Petrasjevskij och som sprängdes av polisen 1849 (Petrasjevskijgruppen), då bland dess andra medlemmar även Fjodor Dostojevskij dömdes till döden för att benådas på avrättningsplatsen. Andra – och flertalet – utvecklade sig till borgerlig radikalism och kan betraktas som andliga fäder till 1900-talets konstitutionella demokrater (Kadettpartiet). De socialistiskt färgade zapadnikarvtagarna fann sedan ett centrum i Nikolaj Tjernysjevskijs och Nikolaj Dobroljubovs "Sovremennik", de liberala i "Vjestnik Jevropy" och andra tidskrifter.